# Blumil

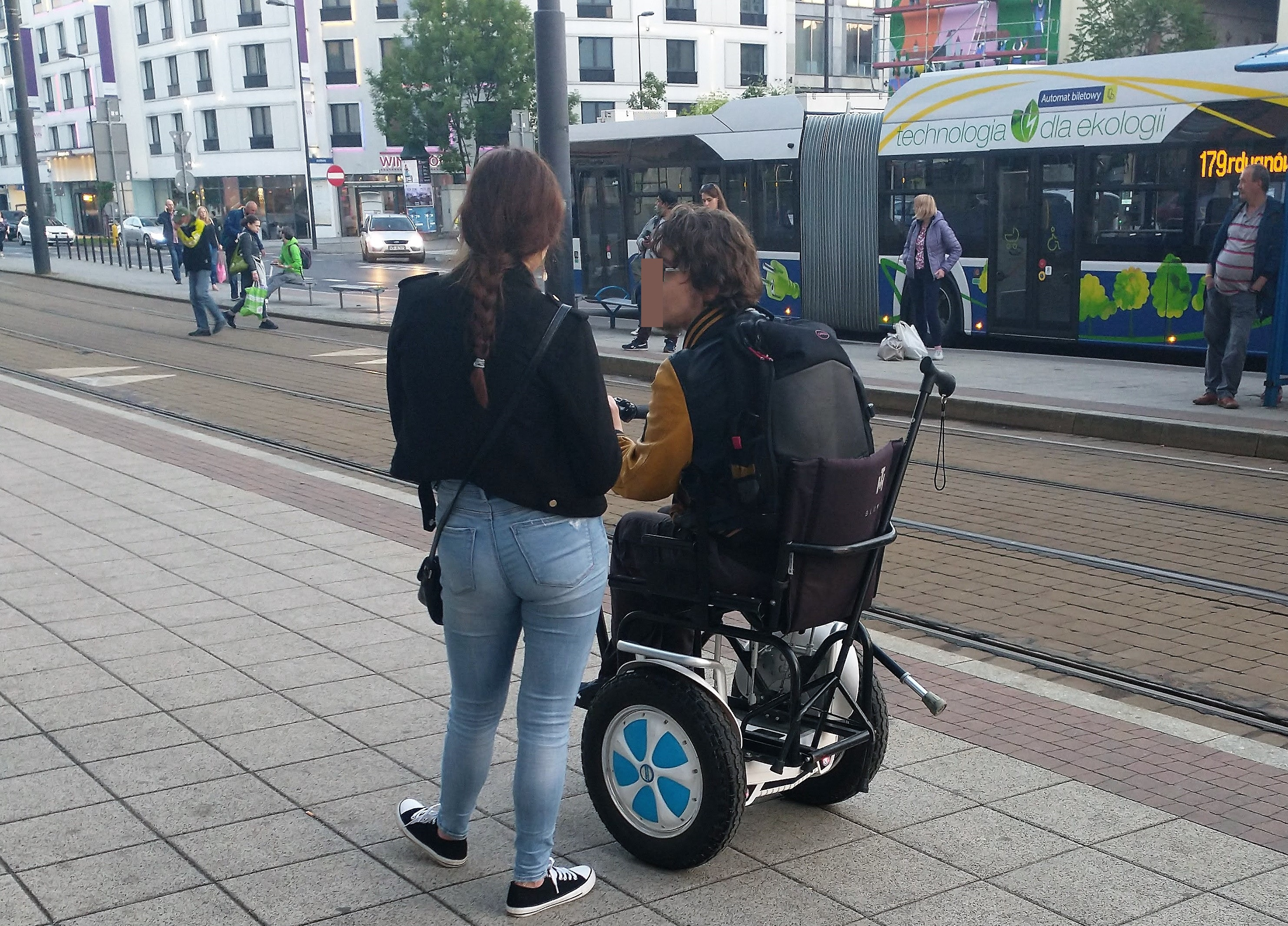
Blumil w Krakowie

Blumil – polskie przedsiębiorstwo zajmujące się produkcją innowacyjnych wózków inwalidzkich napędzanych elektrycznie, opartych na technologii Segway, utrzymujących równowagę na dwóch kołach i zapewniających możliwość poruszania się w stosunkowo trudnym terenie, jak również nazwa produktu tej firmy – polskiego wózka inwalidzkiego bazującego na technologii Segway.

## Historia wózka
Twórcą wózka Blumil jest Miłosz Krawczyk, który podjął pracę nad urządzeniem zainspirowany własnymi potrzebami, przede wszystkim brakiem wystarczającej funkcjonalności tradycyjnych wózków inwalidzkich w trudniejszym terenie. Wózek, produkowany od 2015, jest chroniony jako znak towarowy. W 2017 produkt był sprzedawany w siedmiu krajach poza Polską, m.in. w Stanach Zjednoczonych, Nowej Zelandii, Australii i Arabii Saudyjskiej. 

## Parametry wózka
Pojazd jest dwukołowy, sterowany wychyleniami ciała interpretowanymi przez komputer i żyroskopy. Zatrzymywanie uruchamia mechanizm kierujący zespołem czterech podpórek. Jedno naładowanie akumulatora litowo-jonowego zapewnia przejechanie około 35 kilometrów z prędkością do 20 km/h. Wózek jest znacznie mniejszy od tradycyjnego, mieści się w bagażniku samochodowym i jest w stanie jeździć po drogach nieutwardzonych, lesie, plaży, czy niektórych, łatwiejszych ścieżkach górskich.

## Nagrody za wózek
Przedsiębiorstwo za wózek Blumil uzyskało następujące nagrody:
- nagroda dodatkowa konkursu Chivas The Venture (2017)[4][1],
- nagroda specjalna w kategorii Przełamywanie Barier w konkursie Przedsiębiorca Roku Uniwersytetu Warszawskiego (2018)[5].